# Берлинский блюз (фильм, 2003)
«Берлинский блюз» (нем. Herr Lehmann) — немецкий фильм Леандера Хаусмана,
по одноимённому роману Свена Регнера.

## Сюжет
Действие происходит в октябре 1989 года.
Франк Леманн работает барменом в Кройцберге, районе Западного Берлина.
Приближается его 30-летие.
Он влюбляется в повариху соседнего бара, где работает его приятель Карл.
К Франку приезжают его родители
и ему приходится изображать успешного бизнесмена.
Карл сходит с ума.
Повариха уходит к другому и Берлинская стена падает.
Лейтмотивом служит фраза «думай об электролитах».

## Награды
Bayerischer Filmpreis (2003):
- Кристиан Ульмен[нем.] был награждён как «лучший актёр»

Deutscher Filmpreis (2004):
- Детлев Бук был удостоен звания  «лучший актёр второго плана»
- Свен Регенер получил награду «за лучший сценарий»